# محمد الطاهر بوزغوب
محمد الصالح بوزغوب ضابط طيار من بين الرعيل الأول للطيارين الذين كونتهم الثورة الجزائرية وسياسي جزائري ووزير سابق

## الضابط الطيار
كون جيش التحرير الوطني 135 طيارا وتقني طيران في مختلف تخصصات هذا المجال بين سنتي 1957 و1962 وذلك في بعض الدول الصديقة عربية وغير عربية.
```
أن لجوء الثورة إلى التكوين في مختلف المجالات يعكس «بعد نظر» قيادة جيش التحرير الوطني و«إيمانها بعدالة القضية الجزائرية وحتمية الاستقلال من خلال التفكير في جزائر الغد».
```

إن العقيد بوزغوب كان من بين الرعيل الأول للطيارين الذين كونتهم الثورة الجزائرية.

## سيرته
```
محطات في مسيرة المجاهد الطيار محمد الطاهر بوزغوب.
```

- طالب إلتحق بجيش التحرير الوطني بالولاية الأولى الأوراس بعد إضراب الطلبة في 19 ماي 1956.
- من أوائل الطيارين المقاتلين الجزائريين بعد الاستقلال.
- قائد القوى الجوية الجزائرية الموجهة إلى:
  - مصر أثناء حرب جوان 1967.
  - ليبيا (بنغازي حماية جوية).
  - مصر أثناء حرب أكتوبر 1973.
- قائد مجموعة الطيران الجزائري أثناء حرب الإستنزاف بسوريا 1974.
- رئيس أركان القوات الجوية الجزائرية.
- مدير عام سابق للخطوط الجوية الجزائرية.
- مدير عام سابق ل SNTA .
- وزير سابق للصناعات الخفيفة.
- عضو سابق بمجلس الأمة (معين).
- رئيس الجمعية الوطنية لمتقاعدي الجيش الوطني الشعبي سابقا.
- نائب بالمجلس الشعبي الوطني سابقا.[2]